# Мокровка
Мокро́вка (рос. Мокровка, ерз. Мокровка) — селище у складі Ардатовського району Мордовії, Росія. Входить до складу Рідкодубського сільського поселення.

## Населення
Населення — 1 особа (2010; 0 у 2002).